# Atlético Calatayud Club de Fútbol
El Atlético Calatayud Club de Fútbol es un club de fútbol de España, de la ciudad aragonesa de Calatayud. Fue fundado originalmente en 1987, y actualmente compite actualmente en la Regional Preferente de Aragón (Grupo II).

## Historia
Fue fundado en 1987 como Escuela de Fútbol Bilbilitana y tomó el testigo del fútbol en la ciudad tras la desaparición del Club Deportivo Calatayud.

## Estadio
El Atlético Calatayud compite al igual que su antecesor en el Estadio de San Íñigo de la localidad, que actualmente tiene una superficie de juego de césped artificial.

## Uniforme
- Uniforme titular: Camiseta blanca, pantalón negro, medias blancas.
- Uniforme alternativo: Camiseta y pantalón rosa, medias negras.

## Entrenadores

### Cronología de los entrenadores
- 2020-2023: Luis Ángel Lassa.[1]
- 2023-Presente: Yvo Serrano.[2]

## Datos del club
- Temporadas en Tercera División / Tercera Federación: 11.
- Mejor puesto en liga: 7.º (temporadas 2010-11 y 2011-12).
- Peor puesto en liga: 18.º (temporada 2013-14).

## Palmarés

### Campeonatos regionales
- Primera Regional de Aragón (1): 2000-01 (Grupo III).
- Subcampeón de la Regional Preferente de Aragón  (1): 2002-03 (Grupo I).
- Subcampeón de la Primera Regional de Aragón  (1): 2015-16 (Grupo III).
- Subcampeón de la Segunda Regional de Aragón  (3): 1987-88 (Grupo II), 1994-95 (Grupo II), 1995-96 (Grupo II).